# Legg Mason Tennis Classic 2010
Legg Mason Tennis Classic 2010 — тенісний турнір, що проходив на кортах з твердим покриттям у місті Вашингтон, США з 2 серпня . Належав до категорії ATP World Tour 500.

## Фінальна частина

### Одиночний розряд
Давід Налбандян —  Маркос Багдатіс 6–2, 7–6(7–4)

### Парний розряд
Марді Фіш /  Марк Ноулз (тенісист) —  Томаш Бердих /  Радек Штепанек 4–6, 7–6(9–7), [10–7]